# Passy-Thellier
Die Société Passy-Thellier war ein französischer Hersteller von Automobilen.

## Unternehmensgeschichte

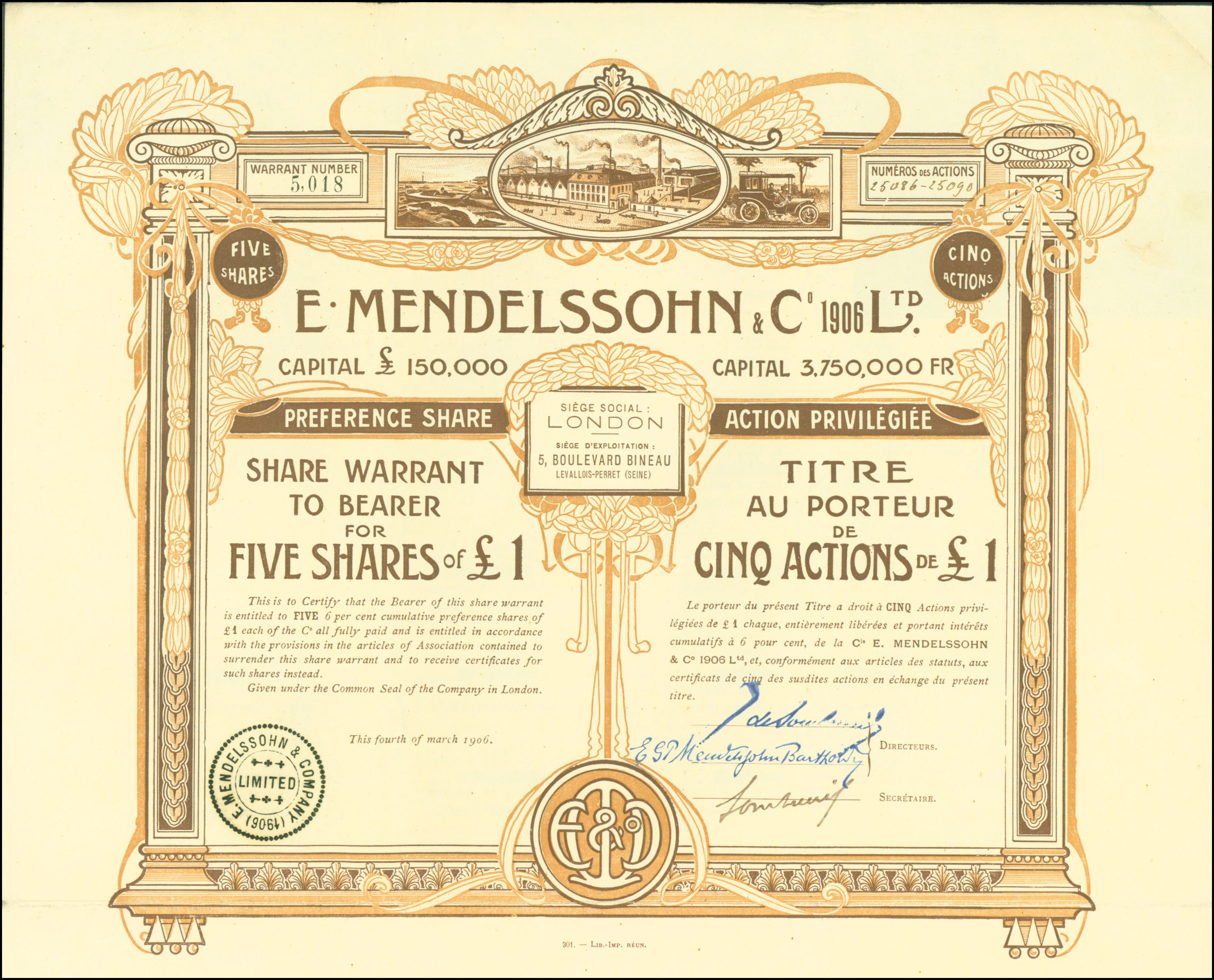
Vorzugsaktie der E. Mendelssohn & Co 1906 Ltd. vom 4. März 1906 mit Darstellung der Fabrik und eines Autos von Passy-Thellier; Geschäftszweck war der Verkauf der von Passy-Thellier gebauten Automobile.

Das Unternehmen aus Levallois-Perret begann 1903 mit der Produktion von Automobilen. Die Markennamen lauteten Passy-Thellier und ab 1906 zusätzlich Mendelssohn, nach einem der Direktoren, E. G. Mendelssohn-Bartholdy. 1907 endete die Produktion. Solidor aus Berlin fertigte Fahrzeuge von Passy-Thellier in Lizenz.

## Fahrzeuge
Zunächst standen die Zweizylindermodelle 8/10 CV und 10/12 CV sowie das Vierzylindermodell 16/20 CV mit Einbaumotor von Aster im Sortiment. Daneben gab es den 12/14 CV mit einem Vierzylindermotor von Abeille. Der 24 CV erschien später im Jahre 1903 mit einem Vierzylindermotor von der Société Buchet. 1906 ergänzte das kleine Einzylindermodell 6/8 CV das Angebot. Die Motoren waren vorne im Fahrzeug montiert und trieben über eine Kardanwelle die Hinterachse an.